# Cioranii de Sus, Prahova
Cioranii de Sus este un sat în comuna Ciorani din județul Prahova, Muntenia, România.
În 1831, așezarea era un sat în plasa Câmpu, județul Saac, având 71 de gospodării.